# Baekhyun
Pjon Pek-hjon (korejsky 변백현, anglický přepis: Byun Baek-hyun; * 6. května 1992 Pučchon), známý jako Baekhyun, je jihokorejský zpěvák, skladatel a herec. Debutoval v roce 2012 jako člen jihokorejsko-čínské chlapecké skupiny EXO, svého času její korejské podskupiny EXO-K a v roce 2016 další podskupiny EXO-CBX. Od roku 2019 je také členem a lídrem jihokorejské superskupiny SuperM.
Po vydání několika alb a EP skupiny EXO, se Baekhyun v roce 2019 vydal na sólovou dráhu a vydal své první EP City Lights, které mělo obrovský komerční úspěch. V roce 2019 se ho v Jižní Koreji prodalo více než půl milionu kopií a stalo se tak nejprodávanějším albem sólového umělce 10. let 21. století. Po City Lights následovalo druhé EP Delight (2020), kterého se prodalo přes 1 milion kopií a stalo se prvním albem sólového umělce v Jižní Koreji, kterému se to povedlo po devatenácti letech. V roce 2021 vydal své první japonské EP Baekhyun a třetí korejské EP Bambi.
Je označován jako tzv. geniální idol. Baekhyunovy hlasové dovednosti jsou obdivovány hudebními kritiky a je považován za jednoho z nejlepších zpěváků v Jižní Koreji.

## Mládí
Baekhyun se narodil 6. května 1992 v Pučchonu v provincii Kjonggi v Jižní Koreji. Má bratra jménem Baek-Beom (korejsky 변백범). Na zpěváka aktivně trénoval už od svých 11 let, kdy byl ovlivněn jihokorejským zpěvákem Rainem. Navštěvoval střední školu Jungwon v Pučchonu, kde byl hlavním zpěvákem v kapele Honsusangtae a vyhrál na místním hudebním festivalu. Chodil na hodiny klavíru pod vedením Kim Hjon-wua, člena jihokorejské rockové kapely DickPunks.
Baekhyun v mládí získal černý pás třetího stupně v korejském bojovém umění Hapkido.
Agent ze společnosti SM Entertainment si jej všiml v období, kdy studoval na přijímací zkoušky na Soulský institut umění. Do společnosti SM Entertainment pak nastoupil v roce 2011 prostřednictvím S.M. Casting System.

## Kariéra

### 2012–15: Debut a začátky kariéry

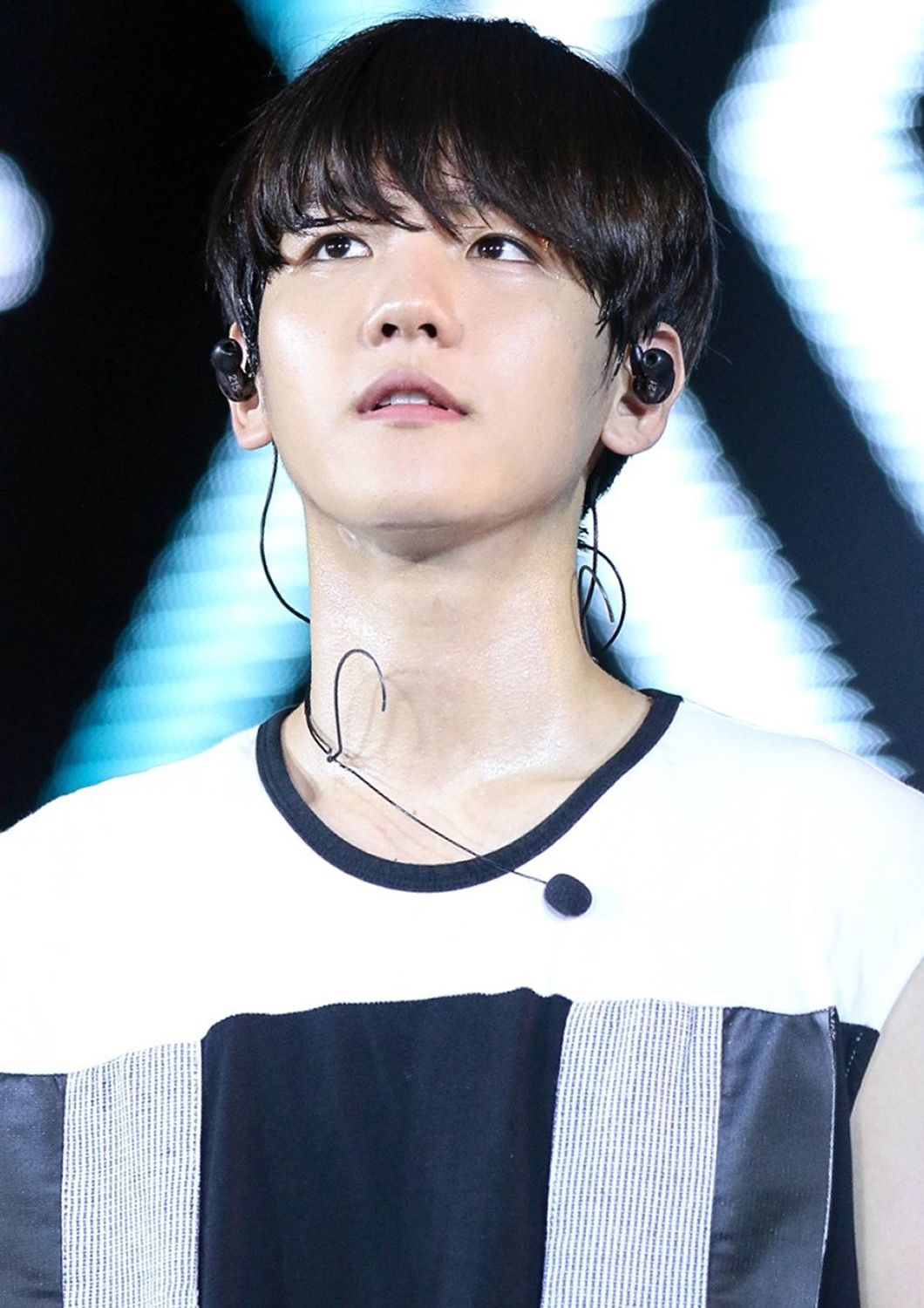
Baekhyun, koncert skupiny EXO The Lost Planet, Jakarta, 2014

Baekhyun byl oficiálně představen dne 30. ledna 2012 jako devátý člen skupiny EXO, jakožto hlavní zpěvák. Skupina pak oficiálně debutovala v dubnu 2012 a od té doby si získala značnou popularitu a komerční úspěch.
V únoru 2014 se Baekhyun a Suho, jeho kolega ze skupiny, stali pravidelní hosté hudebního pořadu televize SBS Inkigayo. Z pořadu odešli v listopadu 2014, aby se mohli plně zaměřit na nadcházející návrat skupiny EXO. V červenci Baekhyun debutoval v hudebním divadle, kde hrál hlavní roli Dona Lockwooda v jihokorejské produkci muzikálu SM C&C Singin' in the Rain.
V dubnu 2015 vydal Baekhyun svou první sólovou píseň nazvanou „Beautiful“ k seriálu Exo Next Door, kde si také po boku svých kolegů ze skupiny zahrál sám sebe. Píseň se dostala na první místo hlavních jihokorejských žebříčků. V květnu pak bylo oznámeno, že Baekhyun bude hrát v akčním filmu Dokgo po boku herce Jeo Čin-gu. V lednu 2016 ale bylo oznámeno zrušení natáčení. V prosinci 2015 Baekhyun vzdal hold zesnulému jihokorejskému zpěvákovi Kim Hjun-sikovi přezpíváním jeho písně „Like Rain Like Music“ v rámci hudebního pořadu Gayo Daejeon televizní stanice SBS. Studiová nahrávka této písně pak byla později vydána i digitálně.

### 2016–2018: Herectví a EXO-CBX
V lednu 2016 vydali Baekhyun a členka hudební skupiny Miss A Suzy duet s názvem „Dream“. Píseň se rychle dostala na vrchol online hudebních žebříčků a později debutovala na prvním místě v týdenním žebříčku Gaon Music Chart. Skladba „Dream“ také získala celkem pětkrát první místo v hudebních televizních pořadech Music Bank a Inkigayo. V dubnu získal Baekhyun cenu čínského Billboardu YinYueTai V-Chart Award pro nejpopulárnějšího zpěváka v Jižní Koreji. V květnu 2016 Baekhyun a jihokorejský zpěvák K.Will vydali v rámci hudebního projektu SM Station společnosti SM Entertainment baladu s názvem „The Day“. V srpnu se Baekhyun vrátil na televizní obrazovky v historickém dramatu televizní stanice SBS Moon Lovers: Scarlet Heart Ryeo, jihokorejské adaptaci čínského románu Bu Bu Jing Xin, kde si zahrál desátého prince Euna. Za svůj výkon získal cenu New Star Award na SBS Drama Awards. Pro seriál pak s kolegy z EXO Chenem a Xiuminem nahráli píseň „For You“. V říjnu Baekhyun společně s Chenem a Xiuminem vytvořili první oficiální podskupinu EXO - EXO-CBX. Jejich debutové EP Hey Mama! vyšlo 31. října toho roku. V listopadu se Baekhyun zúčastnil turnaje SM Entertainment League of Legends „2016 SM Super Celeb League“, kde s kolegou Heechulem ze skupiny Super Junior hráli společně s profesionálními hráči i fanoušky z Jižní Koreje a Číny.

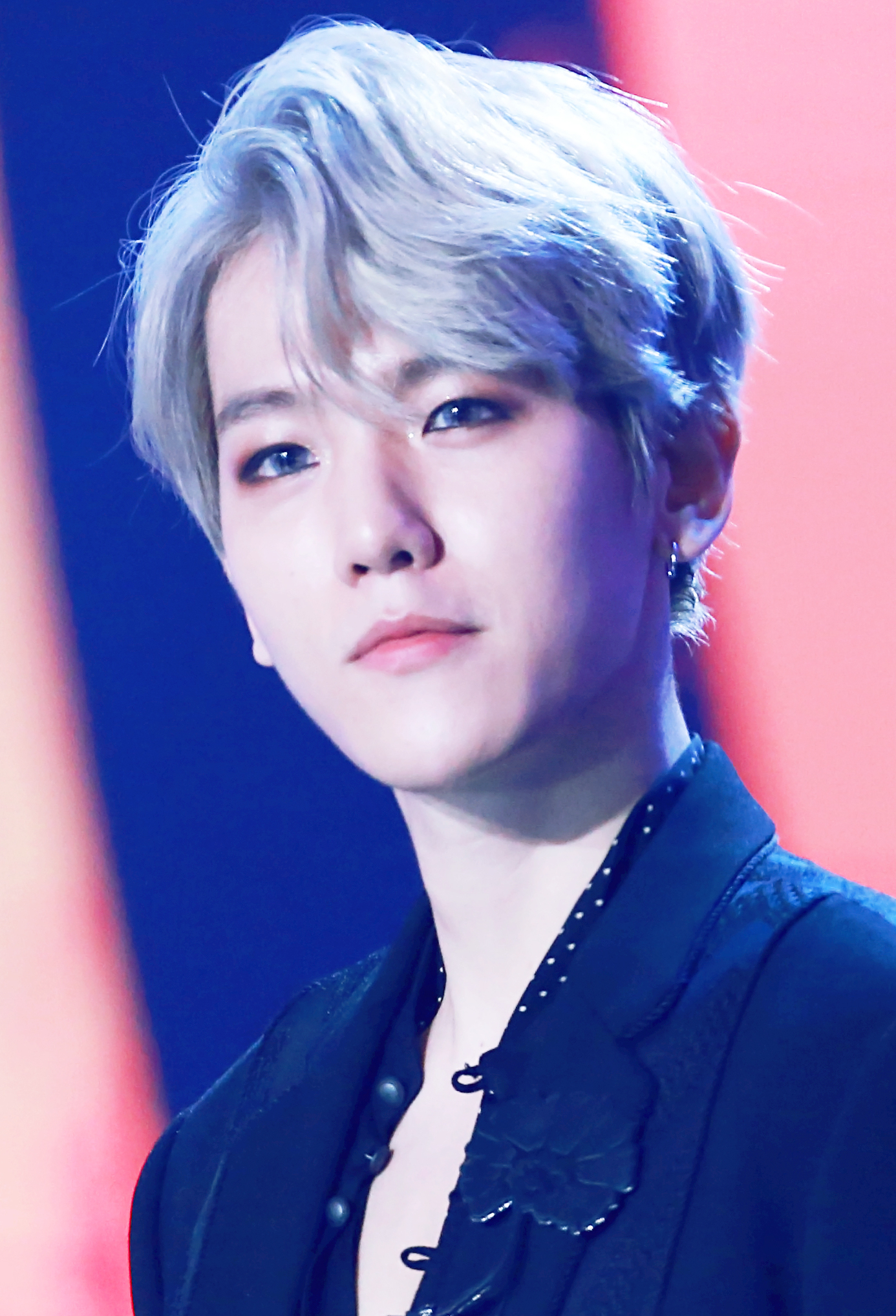
Baekhyun na Melon Music Awards, prosinec 2017

V únoru 2017 vydal Baekhyun a Sojou, členkou skupiny Sistar, duet s názvem „Rain“. Píseň dosáhla první příčky v každém online jihokorejském hudebním žebříčku, což je úspěch známý také jako „all-kill“, díky čemuž se Baekhyun stal prvním umělcem společnosti SM Entertainment, který tohoto úspěchu dosáhl a to v letech 2016 i 2017 s hity „Dream“ a "Rain“. V dubnu 2017 vydal Baekhyun singl s názvem „Take You Home“ pro druhou sezónu projektu Station. Píseň se umístila na dvanáctém místě v týdenním digitálním Gaon žebříčku.
5. února 2018 Baekhyun zazpíval jihokorejskou hymnu na zahajovacím ceremoniálu 132. zasedání Mezinárodního olympijského výboru (IOC) před Moon Jae-inem, prezidentem Jižní Koreje, a Lee Hee-beomem, prezidentem organizačního výboru pro zimní olympijské hry 2018. V srpnu 2018 vydali Baekhyun a raper Loco pro projekt Station skladbu s názvem „Young“. Píseň se umístila na čtvrté příčce v Billboard World Digital Song Sales.

### 2019 – 2020: Sólové aktivity a SuperM
10. června 2019 bylo oznámeno, že Baekhyun, společně s Kaiem z EXO, bude debutovat jako sólový umělec a v červenci 2019 se stane již třetím sólistou v rámci skupiny EXO. Jeho první EP s názvem City Lights pak vyšlo 10. července. V roce 2019 se jeho alba prodalo přes 550 000 kopií a zaznamenalo tak nejvyšší prodeje sólového umělce v historii jihokorejského hudebního žebříčku Gaon vůbec. Nakonec se stalo nejprodávanějším sólovým albem v Jižní Koreji 10. let 21. století. V srpnu byl Baekhyun potvrzen jako lídr skupiny SuperM, vytvořené společností SM Entertainment ve spolupráci s Capitol Records. Propagace skupiny začala v říjnu a byla zaměřena spíše na americký trh. SuperM vydali 4. října své debutové album. V prosinci byl po úspěchu svého debutového EP City Lights s titulní skladbou „UN Village“ oceněn jako nejlepší mužský umělec na Mnet Asian Music Awards 2019.

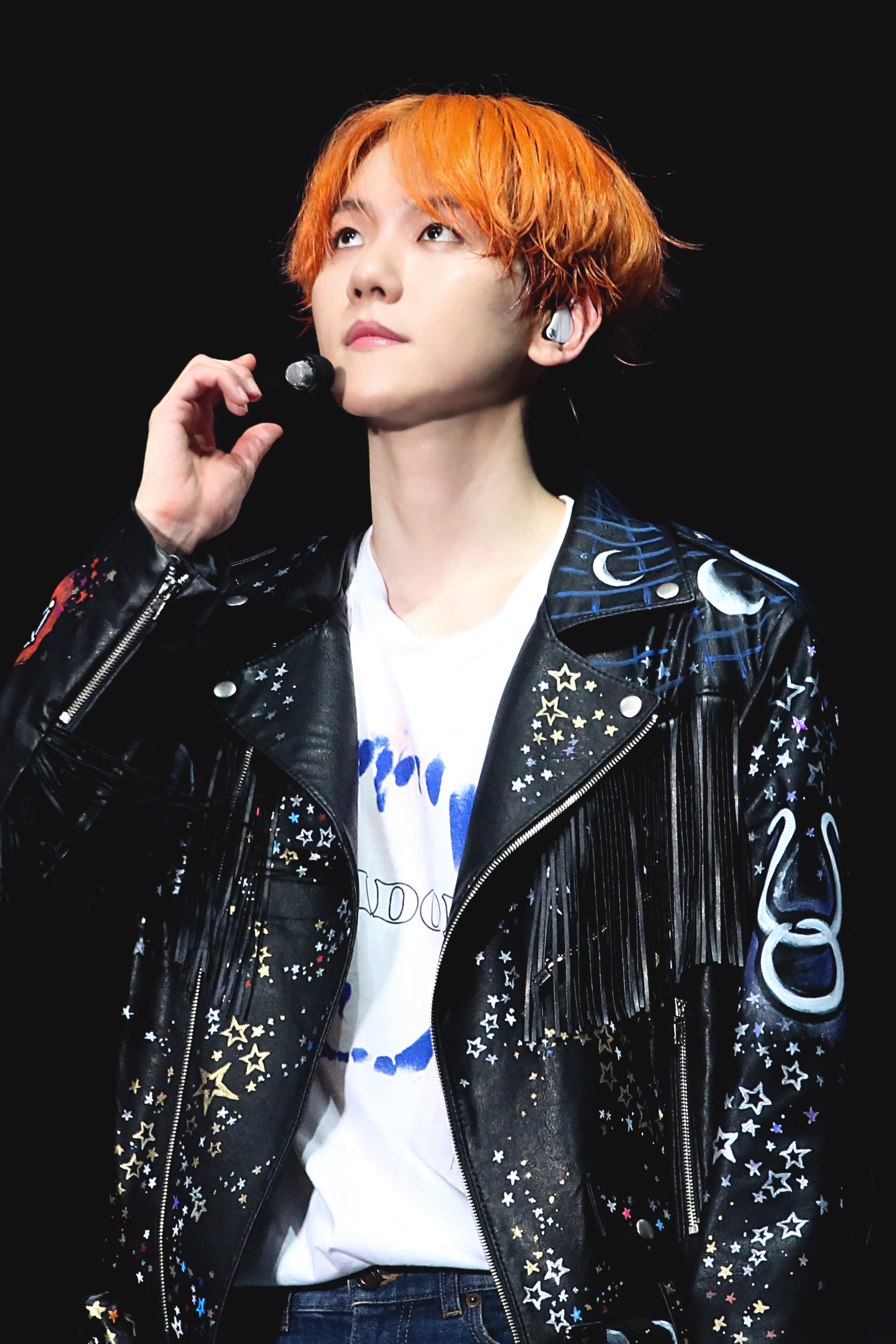
Baekhyun na turné Exo Planet 5 - Exploration, červenec 2019

7. ledna 2020 vydal pro seriál Dr. Romantic 2 soundtrackovou píseň „My Love“. V únoru pak vydal Baekhyun další soundtrackovou píseň pro seriál Hyena s názvem „On the Road“. 22. dubna bylo oznámeno, že Baekhyun vydá své druhé sólové album na konci května. Před svým návratem Baekhyun spolupracoval s Ahn Či-joung z Bolbbalgan4 na písni „Leo“, která vyšla 7. května. Píseň se umístila na druhé příčce v týdenním digitálním Gaon žebříčku. Jeho druhé EP s názvem Delight s titulní skladbou „Candy“ vyšlo 25. května. Získalo přes 732 000 předobjednávek, což z něj dělá nejvíce předobjednané album sólisty v jihokorejské historii. 1. července bylo oznámeno, že se alba prodalo více než 1 000 000 kopií, což je první sólové album v Jižní Koreji, kterému se to povedlo od vydání alba Another Days (2001) zpěváka Kim Gun-mo. 31. července Baekhyun vydal v rámci projektu SM Station remake skladby zpěvačky BoA „Garden in the Air“ z jejího alba Girls on Top (2005). Tato píseň byla první ze série písní věnovaných dvacátému výročí debutu zpěvačky BoA. 22. září vydal další soundtrackovou píseň „Every Second“ pro seriál Obrazy z mládí. 25. září vyšlo SuperM první studiové album Super One, které se umístilo na druhé příčce žebříčku alb Billboard 200. Baekhyun vydal 6. října v tomto roce již čtvrtou soundtrackou píseň „Happy“ pro seriál Do You Like Brahms?. 6. prosince si Baekhyun podruhé odnesl cenu za nejlepšího mužského sólového umělce z Mnet Asian Music Awards. Ještě krátce před Vánoci stihl vydat digitální singl „Amusement Park".

### 2021 - 22: První online koncert, japonské EP, EP Bambi, odchod na vojnu
Na začátku ledna 2021 uskutečnil Baekhyun v rámci služby Beyond LIVE svůj první online koncert s názvem Baekhyun: Light. Koncert vidělo 110 000 lidí ze 120 zemí světa. 20. ledna vydal své první japonské EP Baekhyun s titulní písní „Get You Alone", ke které vznikl i videoklip. EP slavilo úspěch, v lednu získalo v Japonsku tzv. zlatou desku. Na začátku února byla vydána skladba „Runner“, která vznikla pro e-sport tým T1 v rámci chystaného mistrovství světa League of Legends. Na skladbě se podíleli Baekhyun, DJ Raiden, a raper Changmo. V rámci projektu Rewind: Blossom, kdy současní mladí umělci přezpívávají písně starší generace, vydal 12. března společně s kolegou ze skupiny NCT Doyoungem remake skladby „Doll“, kterou původně nazpívali Lee Ji Hoon a Shin Hye Sung. Na začátku března bylo dále oznámeno, že Baekhyun vydá své třetí korejské EP Bambi se stejnojmennou titulní písní již 30. března. Baekhyun před vydáním EP oznámil, že promo akce budou z důvodu jeho brzkého odchodu na vojnu omezeny. V den vydání alba bylo oznámeno, že Bambi překročilo 830 000 předobjednávek, což z něj dělá dosud nejpředobjednávanější Baekhyuonovo album. Album obsahuje mimo jiné skladbu „Amusement Park (놀이공원)“, která vyšla již dříve jako digitální singl. K 18. dubnu se prodalo celkem 1 006 835 kopií tohoto EP. Je to již druhé Baekhyunovo album, kterému se to povedlo. EP se také umístilo na 1. místě v žebříčku alb služby iTunes a to nejméně v 60 zemích a patří také k nejprodávanějším v rámci čínských služeb QQ Music a KuGou Music. V dubnu bylo oznámeno, že Baekhyun 6. května nastoupí k výkonu základní vojenské služby. 2. května kolega ze skupiny SuperM a NCT Taeyong zveřejnil na svém soukromém účtu na Soundcloudu demo skladbu „Monroe“, na které spolupracoval i Baekhyun. 10. května, po jeho odchodě na vojnu, vyšel singl „Hurt“. Jedná se o rockovou baladu, kterou Baekhyun nahrál společně s rockovou zpěvačkou Seomoontak. 31. května byla vydána Baekhyunova soundtracková skladba „U“ k romantickému fantasy seriálu Doom at Your Service. 21. července byla vydána ve spolupráci se zpěvákem Colde R&B balada „When Dawn Comes Again“, ke které byl vydán videoklip, kde si zahrál herec Nam Jun Su. Colde se již dříve autorsky podílel na několika Baekhyunových sólových skladbách. 31. srpna vyšla další Baekhyunova soundtracková skladba „나인가요“ (Is It Me?) čteme [Naingajo] k fantasy historickému seriálu Lovers of the Red Sky. V prosinci vyhrál již třetí po sobě jdoucí cenu za nejlepšího mužského sólového umělce na Mnet Asian Music Awards.

### 2023 - současnost
28. dubna 2023 vydal soundtrackovou skladbu „Hello“ k dramatu Romantic Doctor 3. 1. června 2023 bylo oznámeno, že Baekhyun a jeho kolegové z EXO - Xiumin a Chen podali žádost o ukončení smlouvy s SM Entertainement a zároveň na společnost podali žalobu z důvodu opožděných plateb výdělků a nespravedlivé tyranie plynoucí nucení podpisu dlouhodobých smluv. SM naproti tomu vydalo prohlášení, kde tvrdí, že do rozhodnutí umělců zasáhla konkurenční společnost, která jejich umělcům učinila nabídky na uzavření exkluzivních smluv. 9. června Baekhyun a jeho kolegové vydali prohlášení, že obě strany vyřešily své neshody, a proto se všichni tři rozhodli zůstat v agentuře.

## Móda
V květnu 2018 časopis Vogue odhalil, že Baekhyun spolupracoval s Privé a 1. července uvede na trh vlastní značku „Privé by BBH“, unisexovou značku streetového oblečení. Baekhyun se stal kreativním ředitelem této značky.

## Osobní život
Spolu s dalšími členy EXO, Chanyeolem a Suhem, navštěvuje Baekhyun Kyung Hee Cyber University a účastní se online kurzů na Katedře kultury a umění v oboru Business Administration.
Krátce před jeho odchodem na vojnu bylo zveřejněno, že Baekhyun trpí již od střední školy hypotyreózou a z tohoto důvodu také nebude sloužit jako aktivní voják. Z vojny byl oficiálně propuštěn 5. února 2023.

## Diskografie

logo EP Bambi

### KorejskéEP
| Název       | Datum vydání | Seznam skladeb                                                                              |
| ----------- | ------------ | ------------------------------------------------------------------------------------------- |
| City Lights | 10. 7. 2019  | 1. UN Village 2. Stay Up 3. Betcha 4. Ice Queen 5. Diamond                                  |
| Delight     | 25. 5. 2020  | 1. Candy 2. R U Ridin'? 3. Bungee 4. Underwater 5. Poppin' 6. Ghost 7. Love Again           |
| Bambi       | 30. 3. 2021  | 1. Love Scene 2. Bambi 3. All I Got 4. Amusement Park (놀이공원) 5. Privacy 6. Cry For Love |

### JaponskéEP
| Název    | Datum vydání | Seznam skladeb                                                           |
| -------- | ------------ | ------------------------------------------------------------------------ |
| Baekhyun | 20. 1. 2021  | 1. Get You Alone 2. Addicted 3. Whippin 4. Drown 5. Disappeared 6. Stars |

### Soundtrackovéskladby
| Název                                               | Rok  | Seriál                          |
| --------------------------------------------------- | ---- | ------------------------------- |
| „Beautiful“ (두근거려)                              | 2015 | EXO Next Door                   |
| „For You“ (너를 위해)                               | 2016 | Moon Lovers: Scarlet Heart Ryeo |
| „My Love“ (너를 사랑하고 있어)                      | 2020 | Dr. Romantic 2                  |
| „On the Road“ (너에게 가는 이 길 위에서 (너.이.길)) | 2020 | Hyena                           |
| „Every Second“ (나의 시간은)                        | 2020 | Obrazy z mládí                  |
| „Happy“                                             | 2020 | Do You Like Brahms?             |
| „U“                                                 | 2021 | Doom at Your Service            |
| „나인가요“ (Is It Me?)                              | 2021 | Lovers of the Red Sky           |
| „Hello“                                             | 2023 | Romantic Doctor 3               |

### Singlya spolupráce
| Název                                              | Rok  |
| -------------------------------------------------- | ---- |
| „Dream" (se Suzy)                                  | 2016 |
| „The Day" (s K.Will)                               | 2016 |
| „Rain" (비가와) (se Sojou)                         | 2017 |
| „Take You Home"                                    | 2017 |
| „Young" (s Loco)                                   | 2018 |
| „Garden in the Air"                                | 2020 |
| „Leo" (나비와 고양이) (Bol4 featuring Baekhyun)    | 2020 |
| „Amusement Park"                                   | 2020 |
| „Runner" (s DJ Raiden, Changmo)                    | 2021 |
| „Doll" (s Doyoungem)                               | 2021 |
| „Hurt" (se Seomoontak)                             | 2021 |
| „When Dawn Comes Again" (Colde featuring Baekhyun) | 2021 |

## Filmografie
| Rok  | Název CZ/EN                     | Originální název                                             | Role               |
| ---- | ------------------------------- | ------------------------------------------------------------ | ------------------ |
| 2012 | To the Beautiful You            | Areumdawoon geodaeege, 아름다운 그대에게                     | Cameo              |
| 2015 | Exo Next Door                   | Woori yeopjibe EXOga sanda, 우리 옆집에 EXO가 산다           | Sám sebe           |
| 2016 | Moon Lovers: Scarlet Heart Ryeo | Dar-ui yeon-in - Bobogyeongsim ryeo, 달의 연인 - 보보경심 려 | 10. princ Wang Eun |